# 60'erne
|  | For årtiet i det 20. århundrede, se 1960'erne. |
Århundreder: 1. århundrede f.Kr. – 1. århundrede – 2. århundrede
Årtier: 10'erne 20'erne 30'erne 40'erne 50'erne – 60'erne – 70'erne 80'erne 90'erne 100'erne 110'erne
År: 60 61 62 63 64 65 66 67 68 69